# Rondo Krzysztofa Skubiszewskiego
Rondo Krzysztofa Skubiszewskiego – rondo zlokalizowane w Poznaniu, na Junikowie. 
Rondo stanowi skrzyżowanie ulic: Grunwaldzkiej, Smoluchowskiego i Jawornickiej. Powstało w ramach modernizacji ul. Grunwaldzkiej. Znajduje się w obrębie trzech wiaduktów wybudowanych na potrzeby projektowanej III ramy komunikacyjnej. Oficjalną nazwę otrzymało 30 września 2014.
W bezpośrednim sąsiedztwie ronda, przy ulicy Grunwaldzkiej, znajdują się przystanki tramwajowe i autobusowe Rondo Skubiszewskiego obsługiwane przez linie tramwajowe – 1, 6, 13, 15 oraz autobusowe MPK Poznań – dzienne 122, 193 i nocne 214, 224.